# Малософіївка
Малософі́ївка — село в Україні, у Затишнянській сільській громаді Кам'янського району Дніпропетровської області.
Населення — 445 мешканців.

## Географія
Село Малософіївка знаходиться на березі річки Базавлук, вище за течією на відстані 1 км розташоване село Болтишка, нижче за течією на відстані 1,5 км розташоване село Удачне. На відстані 0,5 км розташоване село Тарасівка. По селу протікає пересихаючий струмок з загатою. Через село проходять автомобільні дороги Н11, Т 0432 і Т 0433.

## Історія
За даними на 1859 рік у власницькому селі Верхньодніпровського повіту Катеринославської губернії налічувалось 46 дворових господарств, у яких мешкало 326 осіб (160 чоловічої статі та 166 — жіночої).
1886 року в селі Гуляйпільської волості мешкало 338 осіб, налічувалось 73 двор, існували школа та лавка.
Станом на 1908 рік населення зросло до 928 осіб (478 чоловічої статі та 450 — жіночої), 143 дворових господарств.

## Населення

### Мова
Розподіл населення за рідною мовою за даними перепису 2001 року:
| Мова            | Кількість | Відсоток |
| --------------- | --------- | -------- |
| українська      | 411       | 92.36%   |
| російська       | 19        | 4.27%    |
| вірменська      | 13        | 2.92%    |
| інші/не вказали | 2         | 0.45%    |
| Усього          | 445       | 100%     |

## Об'єкти соціальної сфери
- Школа I-II ст.
- Будинок культури.

## Люди
В селі народився Чубін Антон Юхимович (1914—?) — скульптор.